# Pseudochazara
Pseudochazara is een geslacht van vlinders uit de familie van de Nymphalidae, uit de onderfamilie van de Satyrinae. Dit geslacht is voor het eerst wetenschappelijk beschreven door Hubert de Lesse in een publicatie uit 1951. 
Vrijwel alle soorten van dit geslacht komen voor in een gebied dat zich uitstrekt van Zuidwest-Europa tot Mongolië. Eén soort komt voor in Noord-Afrika, namelijk Pseudochazara atlantis die in Marokko voorkomt. De soorten prefereren kale en rotsachtige terreinen, waar ze door hun tekening op de onderkant van de vleugels nauwelijks opvallen in hun omgeving.

## Soorten
- Pseudochazara alpina (Staudinger, 1878)
- Pseudochazara amalthea (Frivaldsky, 1845)
- Pseudochazara amymone Brown, 1976 — Ioannina heremiet
- Pseudochazara annieae Pagès, 2007
- Pseudochazara anthelea (Hübner, 1824) — Witbandheremiet
- Pseudochazara atlantis (Austaut, 1905) — Marokkaanse heremiet
- Pseudochazara baldiva (Moore, 1865)
- Pseudochazara beroe (Herrich-Schäffer, 1844)
- Pseudochazara cingovskii Gross, 1973 — Macedonische heremiet
- Pseudochazara daghestana (Holik, 1955)
- Pseudochazara droshica (Tytler, 1926)
- Pseudochazara euxina (Kusnezov, 1909)
- Pseudochazara geyeri (Herrich-Schäffer, 1846) — Grauwe heremiet
- Pseudochazara gilgitica (Tytler, 1926)
- Pseudochazara graeca (Staudinger, 1870) — Griekse heremiet
- Pseudochazara guriensis (Staudinger, 1878)
- Pseudochazara hippolyte (Esper, 1783) — Nevadaheremiet
- Pseudochazara kanishka Aussem, 1980
- Pseudochazara kermana Eckweiler, 2004
- Pseudochazara lehana (Moore, 1878)
- Pseudochazara lydia (Staudinger, 1878)
- Pseudochazara mamurra (Herrich-Schäffer, 1846)
- Pseudochazara mniszechii (Herrich-Schäffer, 1851) — Roodbandheremiet
- Pseudochazara nukatli Bogdanov, 2000
- Pseudochazara orestes de Prins & Poorten, 1981 — Bulgaarse heremiet
- Pseudochazara pallida (Staudinger, 1901)
- Pseudochazara panjshira (Wyatt & Omoto, 1966)
- Pseudochazara pelopea (Klug, 1832)
- Pseudochazara porphyritica Clench & Shoumatoff, 1956
- Pseudochazara thelephassa (Geyer, 1827)
- Pseudochazara tisiphone Brown, 1980
- Pseudochazara turkestana (Grum-Grshimailo, 1893)